# رود آی (روسیه)
رود آی (انگلیسی: Ay) یک رودخانه در استان باشقیرستان کشور روسیه است.